# Democrazia Solidale
Democrazia Solidale (DemoS) è un partito politico italiano.

## Storia

### La scissione dei PpI
Costituita come semplice "Associazione" nel 2014, in seguito alla scissione della fazione di sinistra dei Popolari per l'Italia, a Democrazia Solidale aderiscono, tra gli altri, Lorenzo Dellai, Andrea Olivero (Viceministro delle politiche agricole nel Governo Renzi), Mario Marazziti, Mario Giro (sottosegretario agli affari esteri) e Lucio Romano. Democrazia Solidale, a differenza dei Popolari per l'Italia, afferma la sua alleanza strategica con il Partito Democratico di Matteo Renzi. All'inizio, il partito contava nove deputati, un senatore, un vice ministro e un sottosegretario. Alla base del partito vi è la decisione del PpI di abbandonare la maggioranza a sostegno del Governo Renzi.
Nel gennaio 2016 il gruppo parlamentare della Camera "Per l'Italia" (di cui erano membri i deputati di Democrazia Solidale) muta ufficialmente nome in Democrazia Solidale - Centro Democratico.

### Le elezioni politiche del 2018 e la costituzione come partito
In occasione delle elezioni politiche del 2018, alcuni aderenti a DemoS (Lorenzo Dellai, Andrea Olivero, Milena Santerini) parteciparono individualmente alla lista Civica Popolare di Beatrice Lorenzin, aderente alla coalizione di centro-sinistra. La lista ottenne lo 0,5% non eleggendo parlamentari per la quota proporzionale. Alle elezioni regionali del Lazio del marzo 2018 Paolo Ciani è eletto consigliere regionale nella coalizione di centro-sinistra a sostegno di Zingaretti divenendo capogruppo di "Centro Solidale - DemoS".
Il 6 ottobre 2018, nel corso di una manifestazione a Roma nella quale sono intervenuti Paolo Gentiloni, Andrea Riccardi, Mario Giro e lo stesso Paolo Ciani, DemoS dà avvio ad un nuovo percorso politico costituendosi come partito.
Democrazia Solidale ha presentato proprie liste alle elezioni Regionali del maggio 2019 in Piemonte, ed in diversi comuni d’Italia e vari candidati alle elezioni europee del 26 maggio 2019.
Alle elezioni europee del 2019 il partito riesce a far eleggere Pietro Bartolo tra le file della lista unitaria di centro-sinistra PD - Siamo Europei. Alle regionali in Umbria del 2019 insieme al PSI presenta la lista Bianconi per l'Umbria a sostegno del candidato del centro-sinistra Vincenzo Bianconi che perderà contro la candidata del centro-destra; la lista raccoglie il 4,03% e viene eletto consigliere regionale Andrea Fora, ex presidente di confcooperative e inizialmente proposto come candidato presidente della Regione.
Nel corso delle elezioni regionali 2020 Demos, in Liguria si accorda con Europa Verde e Centro Democratico per presentare una lista comune a sostegno di Ferruccio Sansa. Nel corso delle medesime elezioni, nelle Marche, a sostegno di Maurizio Mangialardi, presenta una lista insieme a Italia Viva, PSI e Civici Marche. In Campania, a sostegno di Vincenzo De Luca, DemoS si presenta ancora con Europa Verde. Per quanto riguarda le elezioni amministrative comunali 2020 DemoS si è presentata in vari comuni con proprie liste (a Moncalieri a sostegno di Paolo Montagna, eletto sindaco; ad Albano a sostegno di Massimiliano Borelli, eletto sindaco; a Veneria a sostegno di Rossana Schillaci; a Fermo a sostegno di Paolo Calcinaro; a San Giorgio A Cremano, a sostegno di Giorgio Zinno; a Macerata a sostegno di Narciso Ricotta; a Quartu Sant'Elena a sostegno di Graziano Milia) eleggendo a Corato il primo sindaco di DemoS, Corrado De Benedittis.
Nel mese di settembre 2020, il Segretario di Demos, Paolo Ciani, ha annunciato la sua candidatura alle primarie per le elezioni amministrative comunali di Roma 2021 nella coalizione di centro-sinistra. Dopo essere arrivato terzo, Ciani e DemoS sosterranno Roberto Gualtieri alle comunali dell’ottobre 2021.
Democrazia Solidale ha partecipato alle elezioni amministrative 2021 in diversi comuni del territorio nazionale. A Roma, il segretario nazionale Paolo Ciani è stato eletto consigliere comunale e nominato Vice presidente della Commissione VII - Patrimonio e Politiche abitative; è anche membro Commissione V Politiche sociali e salute e XII Turismo, Moda e Relazioni Internazionali. Sempre a Roma Barbara Funari, coordinatrice romana di Demos, è stata nominata Assessora alle Politiche sociali e alla salute. Democrazia Solidale ha presentato candidati in tutti i municipi della Capitale, eleggendo due consiglieri: Antonella Pollicita, nel I municipio e Mirella Arcamone, nel X municipio (lista Demos – Laboratorio Civico X). Sempre nel X municipio di Roma Denise Lancia è stata nominata Assessora alle Politiche sociali.
Nella stessa tornata di elezioni amministrative, vari esponenti di Demos sono stati eletti consiglieri comunali all'interno di Liste Civiche a Torino, Milano, Novara" e Genova.

### Le elezioni politiche del 2022 e le regionali del 2023-2024
A fine luglio 2022, viene annunciato che Democrazia Solidale parteciperà alle elezioni politiche previste a settembre dello stesso anno in una lista unitaria — insieme ad altre forze politiche europeiste di ispirazione socialdemocratica e progressista (PD, Art.1 e PSI) — denominata «Italia Democratica e Progressista».
Alle regionali nel Lazio del febbraio del 2023 DemoS presenta una propria lista a sostegno del candidato del centro-sinistra Alessio D’Amato ma con l’1,19% non riesce ad eleggere consiglieri.
Alle amministrative di maggio presenta una propria lista a Ragusa che arriva al 6% mentre nel resto d’Italia si presenta in alcune liste civiche come a Pisa.
Nel giugno del 2023 il segretario Paolo Ciani viene scelto come uno dei tre vice capogruppo alla Camera del gruppo Partito Democratico-Italia Democratica e Progressista al posto di Piero De Luca.
In vista delle elezioni regionali in Sardegna del 25 febbraio 2024, Demos, dopo aver perso la consigliere Laura Caddeo e guadagnato Daniele Cocco di Sinistra Sarda poco prima della presentazione delle liste, sostiene Alessandra Todde con una propria lista ottenendo lo 0,68%, non eleggendo alcun consigliere.
In occasione delle regionali in Abruzzo del 10 marzo DemoS presenta una lista con Alleanza Verdi e Sinistra a sostegno di Luciano D'Amico e con il 3,57% dei voti viene eletto un consigliere in quota Europa Verde. Alle regionali in Piemonte di giugno DemoS presenta una lista che include candidati di Volt Italia, Alleanza Verde e Civica e Alleanza dei Democratici ma con lo 0,88% non elegge alcun consigliere.
Per le elezioni europee del 2024 presenta i propri candidati Marco Tarquinio, Beatrice Covassi e Pietro Bartolo nelle liste del Partito Democratico; risulterà eletto solo il primo.

## Struttura

### Organi nazionali

#### Segretario
- Paolo Ciani (14 maggio 2022-)[57]

#### Presidente
- Mario Giro (14 maggio 2022-)[57]

#### Tesoriere
- Ruben di Stefano (14 maggio 2022-)[57]

#### Coordinatore
- Mario Arca (14 maggio 2022-)[57]

## Nelle istituzioni

### Camera dei deputati

#### XVII Legislatura
Nel gruppo Democrazia Solidale - Centro Democratico
| XVII legislatura |
| ---------------- |
| 7 deputati       |

- Lorenzo Dellai (presidente)
- Federico Fauttilli
- Gian Luigi Gigli
- Mario Marazziti
- Gaetano Piepoli
- Milena Santerini
- Mario Sberna

#### XIX Legislatura
Nel gruppo Partito Democratico - Italia Democratica e Progressista
| XVII legislatura |
| ---------------- |
| 1 deputato       |

- Paolo Ciani (vicepresidente)

### Senato della Repubblica

#### XVII Legislatura
Nel gruppo Per le Autonomie
| XVII legislatura |
| ---------------- |
| 3 senatori       |

- Maria Paola Merloni
- Andrea Olivero
- Lucio Romano

### Parlamento europeo

#### IX legislatura
Nel gruppo dell'Alleanza Progressista dei Socialisti e dei Democratici (S&D)
| IX legislatura |
| -------------- |
| 2 eurodeputati |

- Pietro Bartolo
- Beatrice Covassi

#### X legislatura
Nel gruppo dell'Alleanza Progressista dei Socialisti e dei Democratici (S&D)
| X legislatura  |
| -------------- |
| 1 eurodeputato |

- Marco Tarquinio

### Governi
- Governo Renzi
  - Mario Giro, viceministro al ministero degli affari esteri e della cooperazione internazionale
  - Andrea Olivero, viceministro al ministero delle politiche agricole, alimentari e forestali
- Governo Gentiloni
  - Mario Giro, viceministro al ministero degli affari esteri e della cooperazione internazionale
  - Andrea Olivero, viceministro al ministero delle politiche agricole, alimentari e forestali

## Risultati elettorali
| Elezione       | Elezione     | Voti               | %                  | Seggi   |
| -------------- | ------------ | ------------------ | ------------------ | ------- |
| Politiche 2018 | Camera       | In Civica Popolare | In Civica Popolare | 0 / 630 |
| Politiche 2018 | Senato       | In Civica Popolare | In Civica Popolare | 0 / 315 |
| Europee 2019   | Europee 2019 | In PD-SE           | In PD-SE           | 1 / 76  |
| Politiche 2022 | Camera       | In PD-IDP          | In PD-IDP          | 1 / 400 |
| Politiche 2022 | Senato       | In PD-IDP          | In PD-IDP          | 0 / 200 |
| Europee 2024   | Europee 2024 | In PD              | In PD              | 1 / 76  |

## Congressi nazionali
- I congresso - Roma , 13 - 14 maggio 2022 [58]